# الإقلاع الميداني المتوازن
في مجال الطيران ، يعتبر الإقلاع الميداني المتوازن balanced field takeoff هي حالة تكون فيها مسافة الإقلاع المطلوبة (TODR) مع محرك واحد معطل ، ومسافة التوقف السريع متناسبة مع وزن الطائرة، ودفع المحرك ، وتكوين الطائرة ، وحالة المدرج.  بالنسبة لوزن الطائرة ، ودفع المحرك ، وتكوين الطائرة ، وحالة المدرج ، فإن أقصر مدرج يتوافق مع لوائح السلامة هو طول المجال المتوازن .   
سرعة قرار الإقلاع V1 هي أسرع سرعة يجب أن يتخذ الطيار الإجراءات الأولى بها لرفض الإقلاع (على سبيل المثال ، تقليل الدفع ، وتطبيق الفرامل ، ونشر مكابح السرعة). بسرعات أقل من V1 يمكن إيقاف الطائرة قبل نهاية المدرج في الحالة الطارئة. عند سرعة V1 وما فوقها ، يجب أن يواصل الطيار الإقلاع حتى يتم التعرف على حالة الطوارئ. ستضمن السرعة تحقيق الطائرة للارتفاع المطلوب فوق سطح الأرض ضمن مسافة الإقلاع.
لتحقيق إقلاع متوازن عند الاقلاع يتم تحديد V1 بحيث تكون مسافة الإقلاع مع محرك واحد معطل ، ومسافة التوقف السريع متساوية.  عندما يكون طول المدرج مساويًا لطول الحقل المتوازن ، فستوجد قيمة واحدة فقط لـ V1 . تشترط لوائح الطيران (لطائرات فئة النقل ) أن لا تزيد مسافة الإقلاع مع محرك واحد عن مسافة الإقلاع المتاحة (TODA) ؛ ويجب ألا تكون مسافة التوقف السريع أكبر من مسافة التوقف السريع المتاحة (ASDA).  
على مدارج أطول من طول المجال المتوازن لوزن الطائرة ، قد يكون المشغل قادرًا على اختيار السرعة V1 من مجموعة من السرعات إذا تم توفير معلومات كافية من قبل الشركة المصنعة للطائرة. سيتم تحديد أبطأ سرعة في هذا النطاق من خلال مسافة الإقلاع المتاحة (TODA).  بالنسبة لمحرك ذو سرعة V1 منخفضة ، إذا فشل المحرك فوق V1 بقليل ، فإن التسارع إلى V R على محرك واحد سيستغرق مسافة أكبر. في حين أنه إذا فشل المحرك قبل انخفاض V1 ، فسيستغرق الأمر مسافة أقل للتوقف ، وبالتالي فإن مسافة الإيقاف السريع المطلوبة (ASDR) تكون أقل. على النقيض من ذلك ، سيتم تحديد أسرع سرعة في هذا النطاق من خلال تسريع مسافة التوقف المتاحة (ASDA).  إذا فشل محرك أعلى من V 1 ، فسوف يستغرق مسافة أقل للوصول إلى V <sub id="mwLg">R</sub> ، لذا فإن مسافة الإقلاع المطلوبة (TODR) أقل. في حين أنه إذا فشل محرك أقل بقليل من السرعة V1 المرتفعة ، فسيستغرق الأمر مسافة أكبر للتوقف ، وبالتالي فإن مسافة الإيقاف السريع المطلوبة تكون أكبر. 
بدلاً من ذلك ، على المدارج الأطول من طول الحقل المتوازن ، يمكن للطيار استخدام قوة دفع منخفضة ، مما يؤدي إلى أن يكون طول الحقل المتوازن مساويًا لطول المدرج المتاح.
تشمل العوامل التي تؤثر على طول المجال المتوازن ما يلي:
- كتلة الطائرة - ينتج عن الكتلة الأعلى تسارعا أبطأ وسرعة إقلاع أعلى
- دفع المحرك - يتأثر بدرجة الحرارة وضغط الهواء ، ولكن يمكن أيضًا اختيار الدفع المنخفض بشكل متعمد من قبل الطيار.
- ارتفاع الكثافة - يؤدي انخفاض ضغط الهواء أو زيادة درجة الحرارة إلى زيادة سرعة الإقلاع الدنيا.
- تكوين الطائرات مثل وضع رفرف الجناح
- منحدر المدرج وشدة الرياح المدرج.
- ظروف المدرج - الحقل الخشن أو الناعم يبطئ التسارع ، والحقل الرطب أو الجليدي يقلل من الكبح.

## التكنولوجيا
يتضمن حساب طول المجال المتوازن تقليديًا الاعتماد على نموذج برنامج التوسع ، حيث يتم تقييم القوى المختلفة كدالة للسرعة ، والتكامل التدريجي ، باستخدام تقدير للسرعة V1 . يتم تكرار العملية بقيم مختلفة لسرعة فشل المحرك حتى تتساوى مسافات التوقف السريع والتسريع. تعاني هذه العملية من النهج البطيء والمتكرر بطبيعته ، والذي يخضع أيضًا لأخطاء التقريب إذا لم يتم اختيار الزيادة في السرعة بين الخطوات بعناية ، مما قد يتسبب في بعض المشكلات في نماذج أداء الطائرات ذات المبدأ الريسي المقدم لشركات الطيران ليوم استئناف الطيران اليومي. ومع ذلك ، فقد تم تطوير طرق بديلة باستخدام طريقة تكامل جبرية أكثر تعقيدًا من الناحية الرياضية ولكنها بطبيعتها أكثر دقة وأسرع. 
أنظمة مراقبة أداء الهبوط والإقلاع     هي أجهزة تهدف إلى تزويد الطيار بمعلومات حول صحة حساب الأداء ، وتجنب تجاوزات المدارج التي تحدث في المواقف التي لم يتم تناولها بشكل كافٍ من خلال الإقلاع - مفهوم السرعة V . 

## أنظر أيضا
- تخطيط الرحلة
- سرعات V.
- الإقلاع